# إرفينغ كوري
إرفينغ كوري هو طيار بطل كندي، ولد في 30 أغسطس 1892 في كيبك في كندا، وتوفي في 18 أبريل 1976.